# Wiesław Korek
Wiesław Korek (ur. 8 listopada 1951 w Grodkowie) – polski piłkarz grający na pozycji obrońcy, trener. Wieloletni zawodnik Odry Opole.

## Życiorys
Wiesław Korek karierę rozpoczął w Stali Brzeg, gdzie został wypatrzony przez działaczy Odra Opole. W 1968 roku, wraz z drużyną prowadzoną przez Engelberta Jarka został wicemistrzem Polski juniorów, jednak w turnieju finałowym nie zagrał ani minuty.
Debiut Wiesława Korka w pierwszym zespole Odry Opole miał miejsce w sezonie 1974/1975 za kadencji Engelberta Jarka. W sezonie 1975/1976 wraz z zespołem prowadzonym przez Antoniego Piechniczka awansował do ekstraklasy i był pierwszoplanową postacią zespołu.
W sezonie 1976/1977 Korek zajął z Odrą w lidze dopiero 11.miejsce, ale 18 czerwca 1977 roku na Stadionie Miejskim w Częstochowie Odra grała z Widzewem Łódź w finale Pucharu Ligi. Niebiesko-czerwoni wygrali finał (3:1), dzięki czemu Odra z Korkiem w składzie zdobyła swoje jak na razie dotąd jedyne trofeum w swojej historii i zapewniła sobie także jedyny w swojej historii start w Pucharze UEFA, w którym odpadła w I rundzie z naszpikowaną gwiazdami reprezentacji NRD m.in. Joachim Streich, Jürgen Sparwasser itp. drużyną FC Magdeburg (porażka u 1:2 u siebie, remis 1:1 na wyjeździe).
W sezonie 1978/1979 zdobył z Odrą tytuł mistrza jesieni, ale w rundzie wiosennej Odra grała bardzo słabo i w efekcie zakończyła rozgrywki na 5.miejscu. Potem Odrze w lidze wiodło się coraz gorzej i w sezonie 1980/1981 Odra spadła II ligi.
W 1980 roku, powstała w klubie z Opola Komisja Zakładowa NSZZ „Solidarność”, której Wiesław Korek był jednym z członków.
Wiesław Korek karierę zakończył w 1985 roku. W sumie w ekstraklasie rozegrał 135 meczów i strzelił 17 bramek. Po zakończeniu kariery piłkarskiej był trenerem m.in. Włókniarza Kietrz.
Obecnie Wiesław Korek jest wiceprezesem Opolskiego Związku Piłki Nożnej.

## Sukcesy
- Wicemistrz Polski juniorów: 1968
- Puchar Ligi Polskiej: 1977
- Mistrz jesieni w sezonie 1978/1979
- Mistrz II ligi polskiej: 1976